# Dwutygodnik Prawosławny
Dwutygodnik Prawosławny – pismo wydawane w 1939 roku w Wilnie przez filię Prawosławnego Instytutu Naukowo-Wydawniczego w Grodnie. Celem pisma było wychowanie młodego pokolenia prawosławnych w duchu polskim. Na łamach dwutygodnika ukazywały się artykuły programowe i historyczne, a także odezwy głowy Kościoła prawosławnego w Polsce oraz kronika wydarzeń kościelnych. Ukazało się jedynie 7 numerów tego pisma.